# Kyler Pettis
Kyler Mackenzie Pettis (Laguna Hills, 16 ottobre 1992) è un attore statunitense, noto per il ruolo di Theo Carver nella soap opera Il tempo della nostra vita.

## Biografia
Pettis è nato a Laguna Hills, in California, dall'ex cheerleader della National Football League Peggy e dall'ex giocatore della Major League Baseball Gary Pettis. Ha 3 fratelli Paige, Shaye e Dante. Kyler ha studiato alla JSerra Catholic High School nel 2011 e si è laureato al Saddleback College nel 2013.

### Carriera
Nel 2015 entra nel cast principale della soap opera Il tempo della nostra vita nel ruolo di Theo Carver precedentemente interpretato da Terrell Ransom Jr.. Resta nel ruolo fino al 2018.

## Filmografia

### Cinema
- Secret's Out (2014)
- M.F.A. (2017)

### Televisione
- Old Dogs & New Tricks - serie TV, 1 episodio (2014)
- Ray Donovan - serie TV, 1 episodio (2015)
- Il tempo della nostra vita - soap opera (2015-2018)
- Loosely Exactly Nicole - serie TV, 1 episodio (2016)